# 如和縣
如和縣是唐代嶺南道欽州所屬的一個縣，唐高祖武德五年（622年）析南賓縣、安京縣置，隸欽州。唐中宗景龍二年（708年）改屬邕州。其轄地在今廣西省、越南邊境一帶地方。北宋景祐二年（1035年）廢入宣化縣。